# Tiếng Flemish Tây

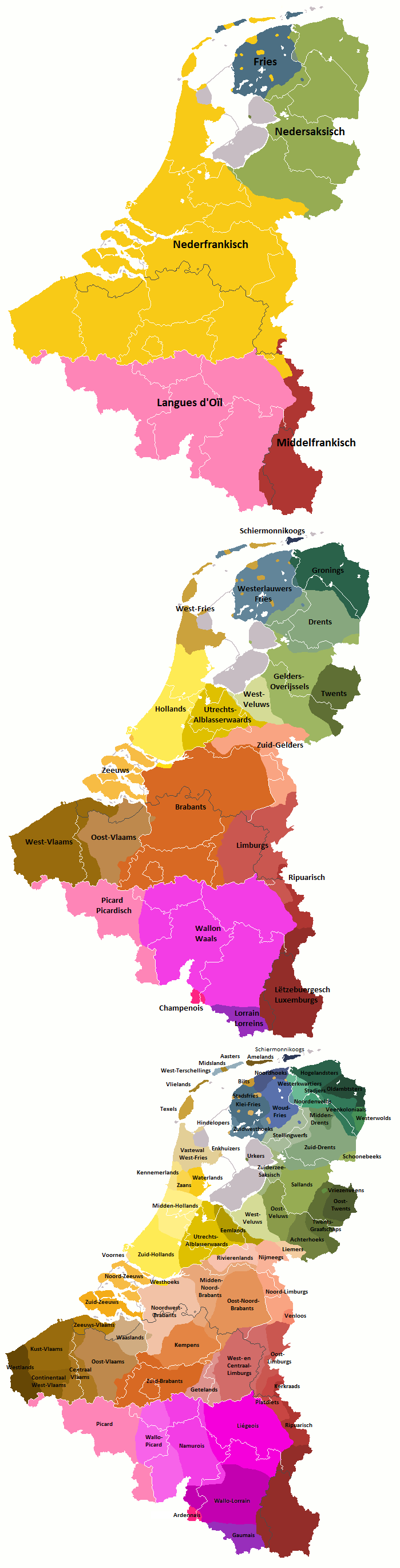
Vị trí địa lý của tiếng Tây Flemish (màu: cát) trong số các ngôn ngữ và phương ngữ khu vực thiểu số khác của các quốc gia Benelux

Tiếng Flemish Tây (West-Vlams, West-Vloams hay Vlaemsch (ở Flanders), tiếng Hà Lan: West-Vlaams, tiếng Pháp: flamand occidental) là một nhóm phương ngữ tiếng Hà Lan được nói ở miền Tây Bỉ và các phần liền kề ở Hà Lan và Pháp. Trong quá trình tiêu chuẩn hóa mang tính lịch sử của tiếng Hà Lan được nói ở Bỉ, nó đã bị một số người (chẳng hạn như Guido Gezelle) coi là một ngôn ngữ Đức riêng biệt.
Tiếng Flemish Tây được nói bởi khoảng một triệu người ở tỉnh Tây Flanders, Bỉ và thêm 50.000 người Hà Lan (huyện ven biển Zeeland Flanders) và 10.000 - 20.000 người ở mạn bắc Pháp (tỉnh Nord). Một số thành phố chính nơi tiếng Flemish Tây được sử dụng rộng rãi là Brugge, Dunkirque, Courtrai, Oostende, Roeselare, Ypres và Nieuwpoort.
Tiếng Flemish Tây được liệt kê là ngôn ngữ "dễ bị tổn thương" trong Sách đỏ các ngôn ngữ bị đe dọa trực tuyến của UNESCO. Ngôn ngữ này có Wikipedia riêng.